# Britomartis

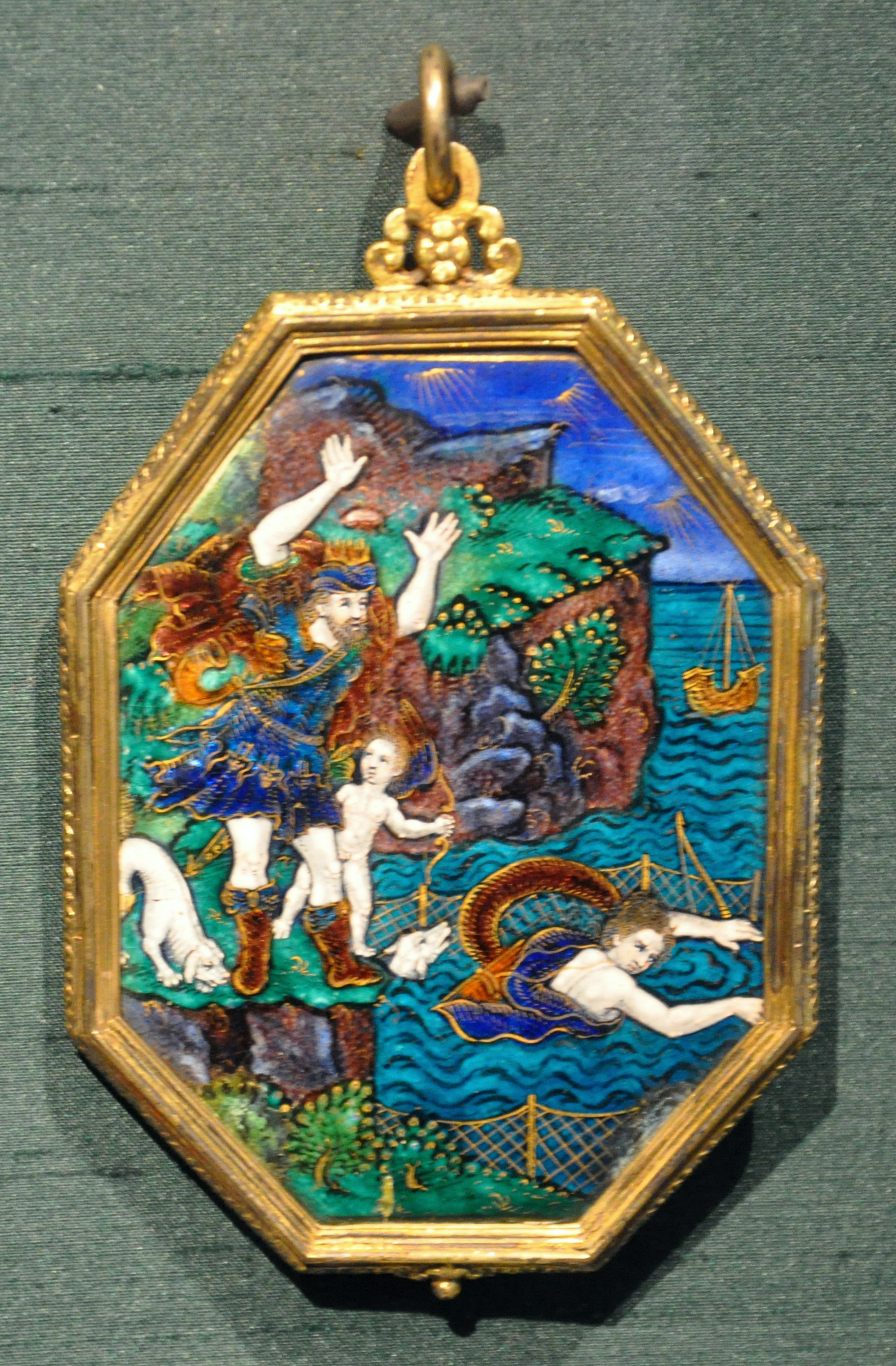
Minos y Britomartis. Limoges, ca. 1600.

Britomartis (en griego, Βριτόμαρτις, Britómartis; en dialecto cretense significa «dulce doncella» o «dulce virgen») es una diosa de las montañas y de la caza de la Creta minoica. Es anterior al asentamiento de los griegos y más tarde se asimiló a Artemisa. El templo principal de Britomartis estaba en Cidonia. Britomartis, para escapar de la violencia de Minos, saltó desde lo alto del monte Dicte a las redes de unos pescadores, razón por la que fueron los cidoniatas quienes le dieron el nombre de Dictina y al monte lo llamaron Dicte. La veneran no sólo los cretenses, sino también los eginetas, que dicen que Britomartis se les apareció en la isla. El sobrenombre entre los eginetas es Afaya («invisible») y Dictina en Creta.
La diosa, con carácter apotropaico era adorada en Creta como un aspecto de Potnia, la "Ama" o "Señora". El aspecto más antiguo de la diosa cretense era como "Madre de las Montañas", donde aparece en sellos minoicos con los rasgos demoníacos de una Gorgona, acompañada por  hachas de doble filo (labrys) y agarrando serpientes divinas. El terror que inspiraba su aspecto fue suavizado llamándola Britomartis, la "buena virgen", un eufemismo para contrarrestar su aspecto peligroso. 
En una leyenda tardía a Britomartis se la llama Brite y se la refiere como hija de Marte (Ares).

### Calímaco
Sobre todas amaste [Artemisa] a la ninfa Gortínide, a Britomartis hábil con el arco, matadora de ciervos. Por ella un día, Minos, perdido de deseo, recorrió los montes de Creta. Pero la ninfa se escondía de él, unas veces debajo de frondosas encinas, otras en las herbosas praderas. Durante nueve meses frecuentó él lugares escarpados y abismos, y no cesó en su persecución hasta el momento en que ella, casi a su alcance, se arrojó al mar desde lo alto de una roca, cayendo en unas redes de pescadores que la salvaron; por eso los cidones llaman Dictina a la ninfa y Dicteo al monte del que se arrojó, y construyen altares y ofrecen sacrificios en su honor; el día de la fiesta, la corona es de pino o de lentisco: no tocan el mirto sus manos; pues fue en una rama de mirto donde se enganchó el peplo de la muchacha, mientras huía: de ahí su gran irritacón con él.

### Antonino Liberal
De Casiopea, hija de Arabo y de Fénix, hijo de Agenor, nació una hija, Carme. En cierta ocasión, Zeus se unió a ella y engendró a Britomartis. Ésta huyó del trato con los hombres y quiso conservarse siempre virgen. Partió Britomartis de Fenicia, en primer lugar a Argos, a visitar a las hijas de Erasino: Bize, Mélite, Mera y Anquírroe; seguidamente, de Argos se dirigió hasta Cefalenia; los de allí la denominaron «Lafria», y le ofrecieron sacrificios como a una diosa. A continuación marchó a Creta; Minos, cuando la vio, se enamoró de ella y comenzó a perseguirla; la doncella, entonces, buscó refugio entre unos pescadores, quienes la ocultaron en una red y, a raíz de este suceso, la denominaron «Dictina» y le ofrecieron sacrificios. Britomartis, una vez que hubo escapado a la persecución de Minos, llegó a Egina en una barca con el pescador Andrómedes. Éste, que deseaba ardientemente unirse a ella, se abalanzó sobre Britomartis, pero la joven saltó del navío y se refugió en un bosque, en el mismo lugar en donde se encuentra ahora su santuario. Britomartis desapareció y, a partir de entonces, fue llamada «Afaya». En el templo de Ártemis apareció una estatua. Los eginetas consagraron el lugar en el que Britomartis se había hecho invisible; a ella la denominaron «Afaya» y le ofrecieron sacrificios como si se tratara de una diosa.

### Diodoro Sículo
Diodoro dice que Britomartis, según cuentan los mitos, era llamada también Dictina, y nació en Ceno, en Creta, de Zeus y Carme, la hija de Eubulo, hijo de Deméter; fue llamada Dictina por ser la inventora de las redes (díctya) usadas para la caza; pasaba su tiempo con Ártemis, por lo que algunos creen que Dictina y Ártemis son la misma divinidad; y los cretenses instituyeron sacrificios y levantaron templos en honor de esta diosa. Algunos cuentan que fue llamada Dictina porque huyó hacia las redes de unos pescadores cuando era perseguida por Minos, que quería unirse a ella, pero éstos desconocen la verdad; no es, en efecto, verosímil que la diosa llegara a una situación de tal debilidad que tuviera que pedir ayuda a unos hombres, ella que era hija del más poderoso de los dioses, ni es justo atribuir tal impiedad a Minos, de quien la tradición de modo unánime estima que tuvo una conducta justa y que trató de vivir una vida merecedora de elogio.